# Сургут (аэропорт)
Международный аэропорт Сургу́т имени Ф. К. Салманова (IATA: SGC, ICAO: USRR) — международный аэропорт города Сургут, ХМАО. Крупнейший узел местных и международных авиалиний в Уральском Федеральном округе России. Обслуживает как сам Сургут, так прилежащие к нему районы Ханты-Мансийского автономного округа с общим постоянным населением более 750 тыс. жителей. Имеет статус аэропорта федерального значения с аэродромом класса «Б».
Аэропорт занимает в стране 19-е место по пассажирообороту (2,2 млн пассажиров в 2024 году). 
Расстояние от аэропорта до Москвы — около 2143 км, время в полёте 3 часа. В аэропорту расположена главная техническая база и штаб-квартира российской авиакомпании Utair, для которой Сургут является важным хабом.

## Общие сведения
Основан в 1930-м году. Начиная с 1935 года рейсы осуществляются постоянно. Несколько раз переносился из одного района в другой, пока в 1961 году не обрёл своё настоящее местонахождение. Официальная дата образования открытого акционерного общества «Аэропорт Сургут» — 7 февраля 1994 года. Учредители: Администрация города Сургута, открытые акционерные общества «Сургутнефтегаз», «Сургутгазпром», «Тюменьавиатранс», «Тюменьэнерго», ООО «Сургутский газоперерабатывающий завод» и «Когалымавиа». В структуре аэропорта имеются филиалы аэропорта — Берёзово, Игрим, Ноябрьск, Талакан. Площадь современного терминала составляет 11 310,4 квадратных метров. Пропускная способность аэровокзального комплекса — 525 пасс./час.

## История
Начало авиации в сургутском регионе было положено в феврале 1931 года. На окраине города Сургут, в районе так называемого нулевого причала, расчистили от снега подходящее место для посадочной площадки, на которой был принят первый самолёт. После этого сюда регулярно стали прибывать самолёты Р-1, Р-2, У-2. В марте 1935 года был совершён первый рейс Сургут – Самарово (нынешний Ханты-Мансийск).
Площадка принадлежала Главному управлению Северного морского пути и обслуживалась самолётами управления полярной авиации в первую очередь для нужд Главсеверморпути. В 1938 году аэродром был передан «Аэрофлоту». 
С 1936 по 1938 годы было сделано 109 самолётовылетов, перевезено 125 пассажиров, 1115 килограммов багажа и 210 килограммов почты. В то время полёты выполнял самолёт По-2. Он брал на борт двух пассажиров, которым, как и лётчику, чтобы не обморозиться в пути, приходилось «упаковываться» в тёплый олений кумыш. Так называлась одежда, сделанная на манер той, что носили аборигены. Шили её мехом наружу и надевали через голову прямо на полушубок или ватник.
В летний период в Сургуте работал гидропорт, находившийся в устье реки Чёрная, в районе нынешней ГРЭС-2. Полёты выполнялись на самолёте Ан-2В (гидровариант). С зимы 1955 года в аэропорту стали базироваться два самолёта По-2, с помощью которых осуществлялись гравиметрические съёмки, необходимые для разведки нефти. Кроме того, они доставляли с озёр свежую рыбу для местного рыбоконсервного комбината.
В 1962 году местные авиаторы обустроили новый аэропорт. На новом месте им приходилось буквально на ходу создавать материально-техническую базу для обслуживания самолётов. Первоначально в деревянном здании аэропорта обогревались даже не все помещения.
Полёты выполняли самолёты Ан-2, которые имели от 10 до 12 посадочных мест. Вскоре прибыл первый самолёт Ли-2, который положил начало более качественному обслуживанию пассажиров.
19 августа 1964 года в Сургуте был сформирован собственный объединённый авиаотряд, а аэропорту присвоен четвёртый класс.
В стартовый год своего существования отряд налетал в общей сложности 3 тысячи часов, перевёз 20,3 тысячи пассажиров и 800 килограммов грузов.
24 сентября 1970 года на взлётно-посадочной полосе нового сургутского аэропорта уложена последняя плита. В конце декабря государственная комиссия приняла в эксплуатацию взлётно-посадочную полосу нового городского аэропорта.
15 апреля 1971 года в 7 часов 36 минут по московскому времени в местном аэропорту приземлился первый Ан-24, совершивший полёт Москва - Тюмень – Сургут. Уже в 1971 году объём пассажирских перевозок составил 447 тысяч пассажиров.
4 апреля 1972 года городской аэропорт принял первый самолёт Ту-134, который совершил рейс из Москвы. Кроме столицы страны, Сургут в тот период имел регулярное воздушное сообщение с Ханты-Мансийском и десятью областными центрами. 17 октября 1974 года на территорию авиапредприятия приземлился первый вертолёт-тяжеловоз МИ-6.
12 июля 1975 года в городе открылся новый аэровокзал, который и сегодня, претерпев модернизацию и реконструкцию, принимает и отправляет пассажиров в различные города не только России, но и стран ближнего и дальнего зарубежья.
За 1978 год, сургутский авиаотряд перевёз 370 тысяч пассажиров.
В феврале 1983 года Сургутский ОАО был удостоен высокой правительственной награды — ордена Трудового Красного Знамени.
ОАО «Аэропорт Сургут», как самостоятельное юридическое лицо, начало свою производственную деятельность в 1994 году.
Первыми шагами в развитии современного аэропорта стало введение в эксплуатацию в 2001 году сектора вылета пропускной способностью 600 пассажиров в час. В этом же году в аэропорту Сургута открылся международный сектор с пропускной способностью 150 пассажиров в час. С его введением в эксплуатацию аэропорт Сургута получил статус международного.
В 2003 году осуществлена полная реконструкция взлётно-посадочной полосы и водосточно-дренажной системы аэродрома без закрытия аэродрома, работа проводилась в строго отведённые временные интервалы.
В 2004 году произведена реконструкция и сдан в эксплуатацию сектор прилёта, благодаря чему аэропорт разделился на два терминала, архитектурно и технически объединённых в единый современный аэровокзальный комплекс.
Следующим этапом модернизации аэровокзала стал 2006 год. ОАО «Аэропорт Сургут» установило телескопические трапы пьедестального типа немецкой фирмы «Thyssen Krupp Airport System».
По итогам 2008 года аэропортом, впервые с момента образования самостоятельного предприятия, было обслужено более 1 миллиона пассажиров.
В 2009—2010 гг. произошло расширение географических границ деятельности авиапредприятия. В структуру ОАО «Аэропорт Сургут» добавились филиалы, ранее входившие в состав авиакомпании «ЮТэйр»: Березовский (ХМАО-Югра), Нефтеюганский (ХМАО-Югра), Ноябрьский (ЯНАО), Тазовский (ЯНАО), Мыс-Каменский (ЯНАО).
В конце 2012 года, для оптимизации затрат авиакомпаний, ОАО «Аэропорт Сургут» организовало новое бизнес направление — наземное обслуживание воздушных судов (Ground Handling), функции которого осуществляет служба перронного обеспечения воздушных судов. Для повышения качества обслуживания авиакомпаний, ОАО «Аэропорт Сургут» приобрело установку воздушного запуска, топливозаправщики, ленточный погрузчик.
9 апреля 2013 года состоялась церемония официального открытия аэропорта Талакан, который начал свою производственную деятельность в составе ОАО «Аэропорт Сургут» в конце 2012 года.
В 2014 году Общество продолжило своё интенсивное развитие и расширение географии оказываемых услуг. В октябре 2014 года в головном предприятии было создано новое структурное подразделение — Сургутский сервисный центр, который осуществляет сервисное обслуживание воздушных судов, обеспечивает ВС бортовым питанием, а также занимается общественным питанием в аэропорту Сургута. Также данный сервисный центр осуществляет работу по обеспечению бортовым питанием и сервисному обслуживанию ВС группы компаний «ЮТэйр».
С сентября 2014 года в аэропорту Сургута заработала система двойного коридора — упрощённая система таможенного контроля. Проведённая реконструкция позволила сократить время прохождения пассажирами формальностей, обязательных при пересечении таможенной границы, сделав их визит или возвращение в Сургут более приятным и удобным.
В апреле 2015 года в результате реорганизации структур авиакомпании «ЮТэйр» в ОАО «Аэропорт Сургут» был интегрирован здравпункт. Ещё одним важным достижением в 2015 году стал ввод в эксплуатацию новой системы управления аэропортовой деятельностью «Кобра», которая позволила перейти на автоматическое визуальное и голосовое информирование пассажиров.
В течение 2016 года аэропорт Сургута интенсивно работал над ростом комфортности пребывания пассажиров всех категорий, успешно совершенствовал сервисную инфраструктуру и возможности. В рамках программы по расширению спектра услуг, оказываемых пассажирам и гостям аэропорта, в аэровокзале открылись два обновлённых буфета. Агентством ОАО «Аэропорт Сургут» был внедрён ряд эффективных проектов по продаже электронных билетов и сертификатов на обслуживание в бизнес-залах и VIP-залах. В зале вылета аэровокзала состоялось торжественное открытие уникального этнографического уголка «Летающая Югра», посвящённого культуре и быту коренного народа Севера.
2017 год стал периодом устойчивого, поступательного развития для сургутского аэропорта: в ноябре аэропорт впервые в истории достиг полуторамиллионной отметки по количеству перевезённых пассажиров с начала года. Основной прирост в 2016 году составил трансферный пассажиропоток. Аэропорт Сургута за счёт совместной программы авиакомпаний-партнёров Utair и NordStar Airlines по обслуживанию рейсов из Норильска зарегистрировал миллионного пассажира на месяц раньше, чем обычно. Общий годовой пассажиропоток воздушной гавани составил 1 723 312 человек, что на 15,7 % больше показателя прошлого года и является новым рекордом предприятия по числу обслуженных пассажиров.
31 мая 2019 года аэропорту присвоено имя Ф. К. Салманова
В июне 2020 года мозаичное панно «Мадонна с младенцем в иллюминаторе», расположенное на фасаде аэровокзала Сургута признано объектом культурного наследия Югры. 
В начале июля 2024 на втором этаже аэровокзала началась реконструкция стерильной зоны, где должно добавиться 120 пассажирских мест.
В октябре 2024 стало известно, что терминал реконструируют, решение о способе и сроках реконструкции должно быть представлено в марте 2025-го года. 

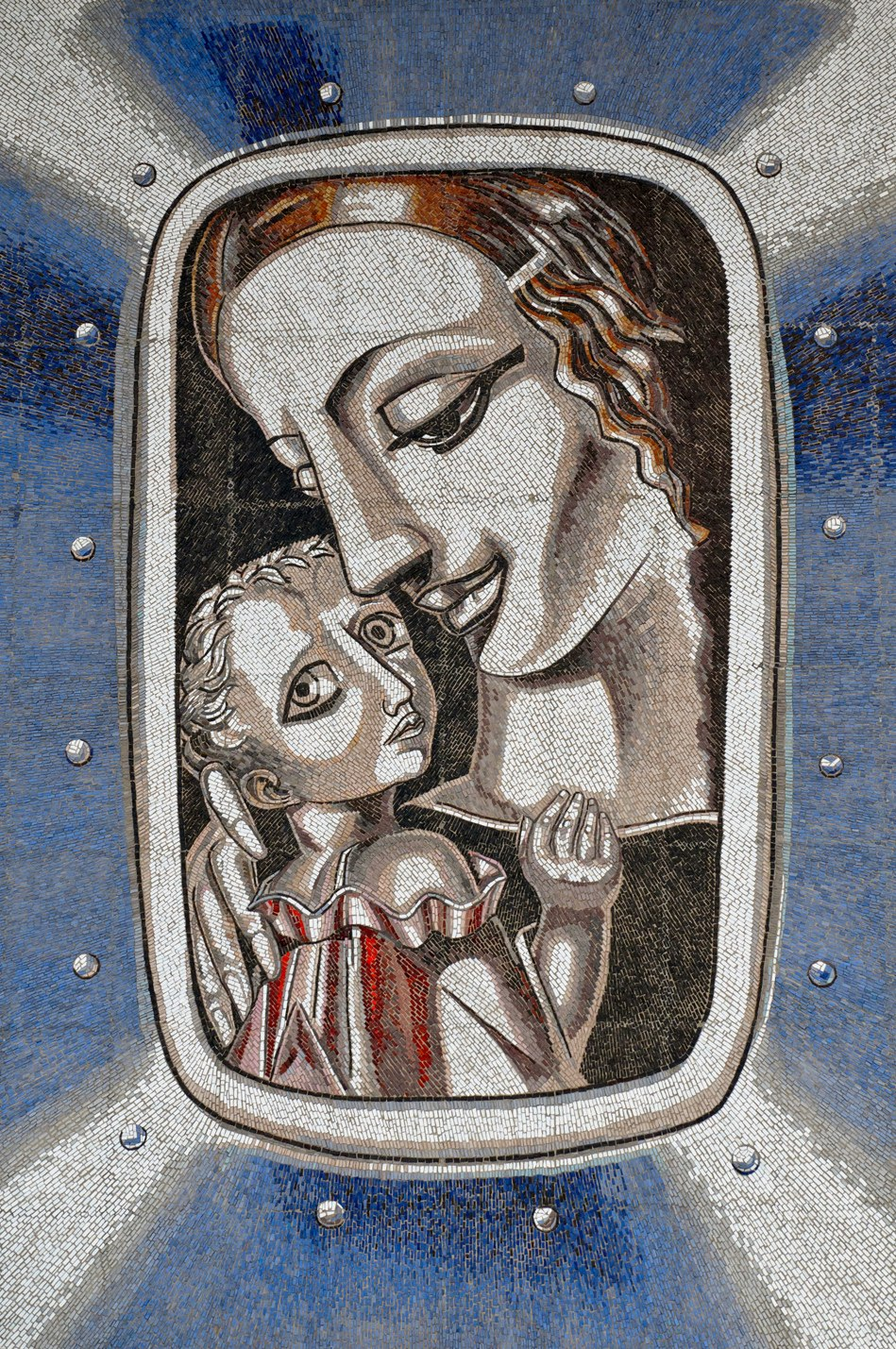
Мозаичное панно «Мадонна с младенцем» на фасаде аэровокзала (художники Леонид Полищук и Светлана Щербинина, 1979)

## Принимаемые типыВС
Ан-12, Ан-24, Ан-26, Ан-28, Ан-30, Ан-32, Ан-72, Ан-74,Ан-124, Ан-140, Ан-148, Ил-62, Ил-76, Л-410, Ту-134, Ту-154, Ту-204, Ту-214, Як-40, Як-42, Airbus A319, Airbus A320, Airbus A321, Airbus A330-200, ATR 42, ATR 72, Boeing 737, Boeing 757, Boeing 767, Bombardier CRJ 100/200, Embraer EMB 120 Brasilia, Embraer ERJ-145, Embraer E-190, Sukhoi Superjet 100, SAAB 2000 и более лёгкие, вертолёты всех типов. Классификационное число ВПП (PCN) 56/F/B/W/T.

## Показатели деятельности
Пассажиропоток млн. пассажиров
| Год  | Пассажиропоток | Пассажиропоток | Место по РФ |
| ---- | -------------- | -------------- | ----------- |
| 2008 | 1,002          | ↗              | 15          |
| 2009 | 0,925          | ↘              | 16          |
| 2010 | 1,084          | ↗              | 15          |
| 2011 | 1,201          | ↗              | 18          |
| 2012 | 1,150          | ↘              | 20          |
| 2013 | 1,312          | ↗              | 20          |
| 2014 | 1,367          | ↗              | 22          |
| 2015 | 1,432          | ↗              | 20          |
| 2016 | 1,489          | ↗              | 21          |
| 2017 | 1,723          | ↗              | 21          |
| 2018 | 1,758          | ↗              | 21          |
| 2019 | 1,868          | ↗              | 21          |
| 2020 | 1,299          | ↘              | 23          |
| 2021 | 1,847          | ↗              | 22          |
| 2022 | 1,930          | ↗              | 20          |
| 2023 | 2,147          | ↗              | 20          |
| 2024 | 2,221          | ↗              | 20          |

## Авиакомпании и направления
По состоянию на апрель 2025 года аэропорт Сургут обслуживает рейсы следующих авиакомпаний:

## Общественный транспорт
| 16 |

| 107 |

| 20 |

Рядом с терминалом расположена автостанция «Аэропорт», где можно пересесть на междугородние автобусы регулярного сообщения в города Уральского Федерального округа - Когалым, Курган, Нефтеюганск, Нижневартовск, Ноябрьск, Покачи, Радужный, Тобольск, Тюмень, Ханты-Мансийск.

## Происшествия
- 27 февраля 1988 года в аэропорту Сургут потерпел катастрофу самолёт Ту-134А. Из 51 человека, находившихся на борту, погибло двадцать. При заходе на посадку ночью в простых метеоусловиях с курсом посадки, обратным рабочему, при неработающей курсоглиссадной системе и приводных радиомаяках самолёт вошёл в зону приземного тумана. Командир воздушного судна с большим запозданием начал уход на второй круг. Самолёт грубо приземлился с перегрузкой 4,8 g на грунтовую полосу в 130 м левее ВПП, потерял правую плоскость и двигатель № 2, перевернулся, проскользнул в таком положении около 300 метров и загорелся.

- 1 января 2011 года в аэропорту Сургут произошло возгорание в задней части салона самолёта Ту-154Б-2 авиакомпании «Когалымавиа», рейс 7К348 Сургут — Москва. Погибло три человека, 43 пострадали. Самолёт сгорел, разрушен полностью.

## Фотогалерея

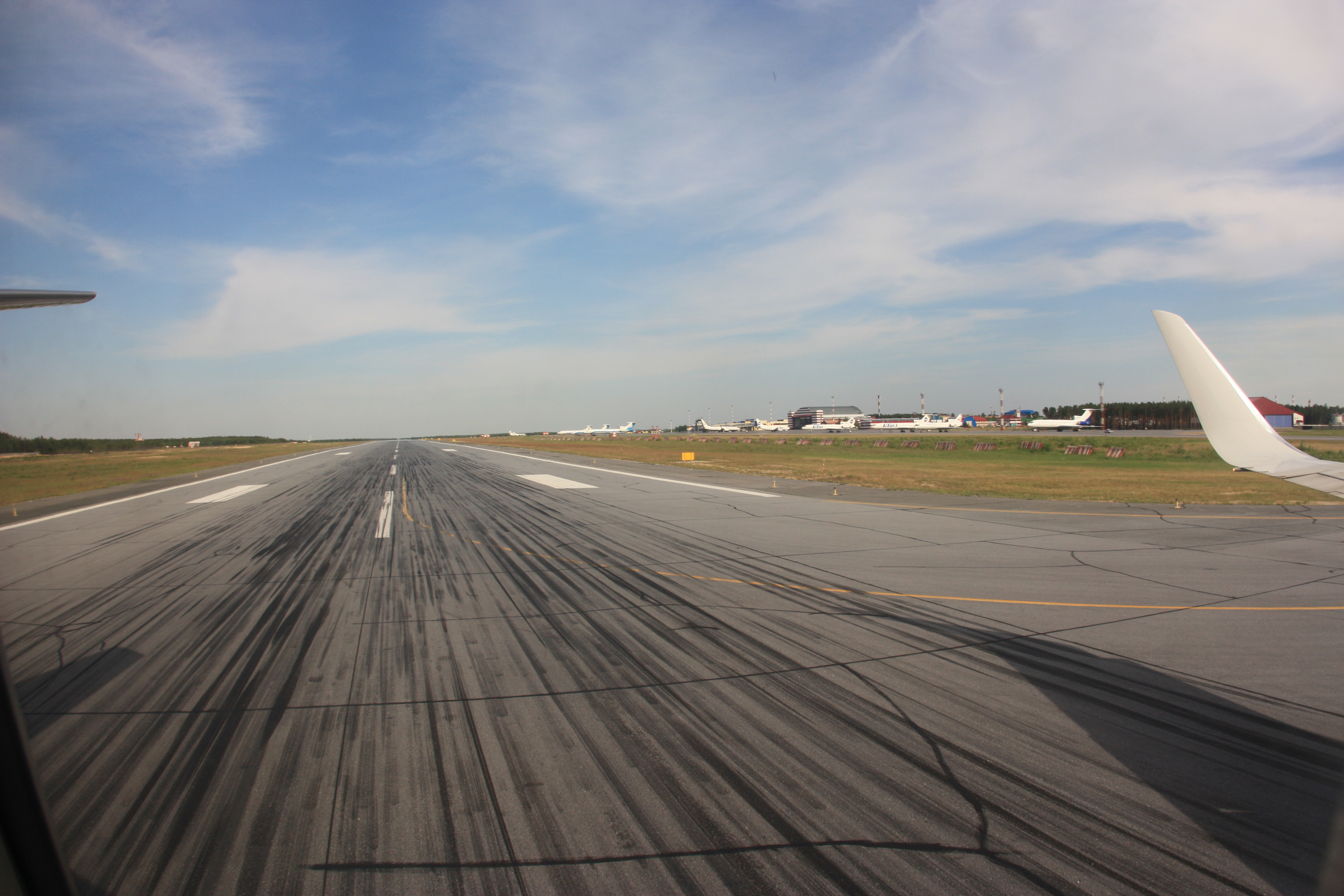
Взлетная полоса
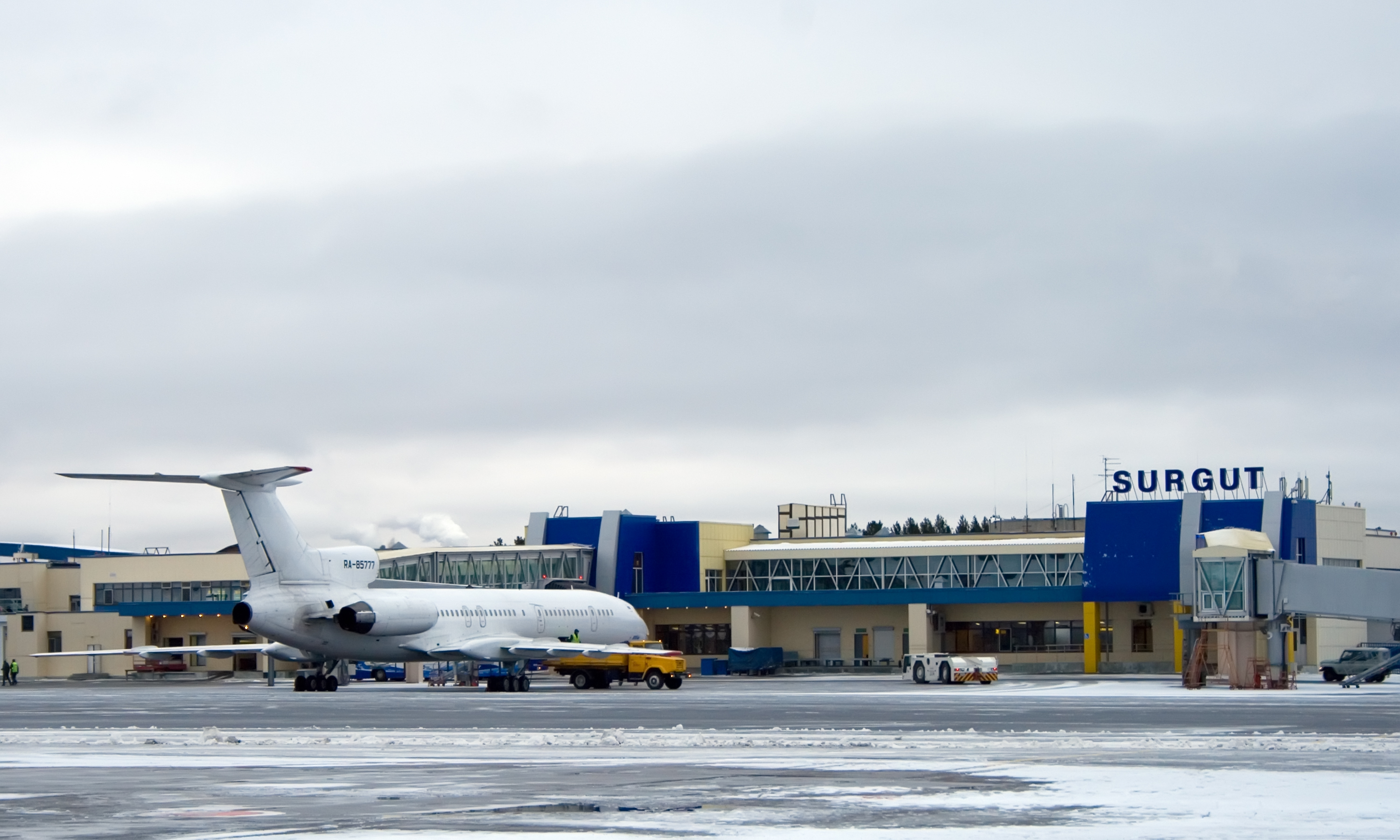
Вид со взлётной стороны
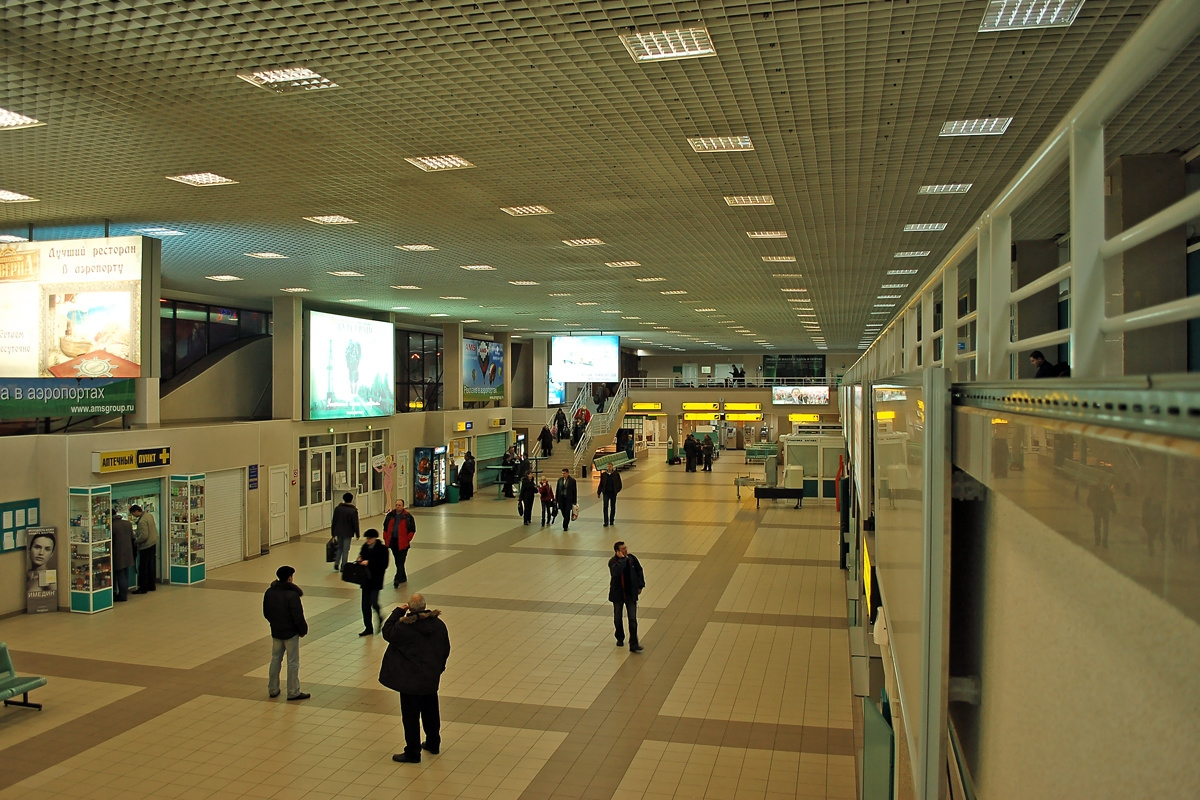
Терминал
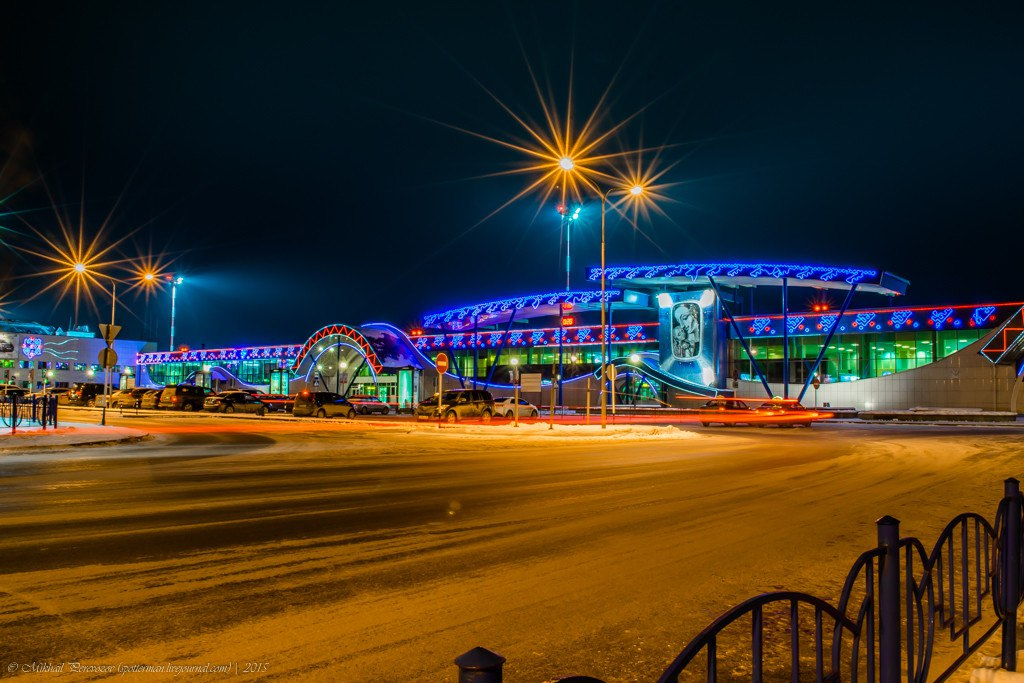
Аэропорт ночью
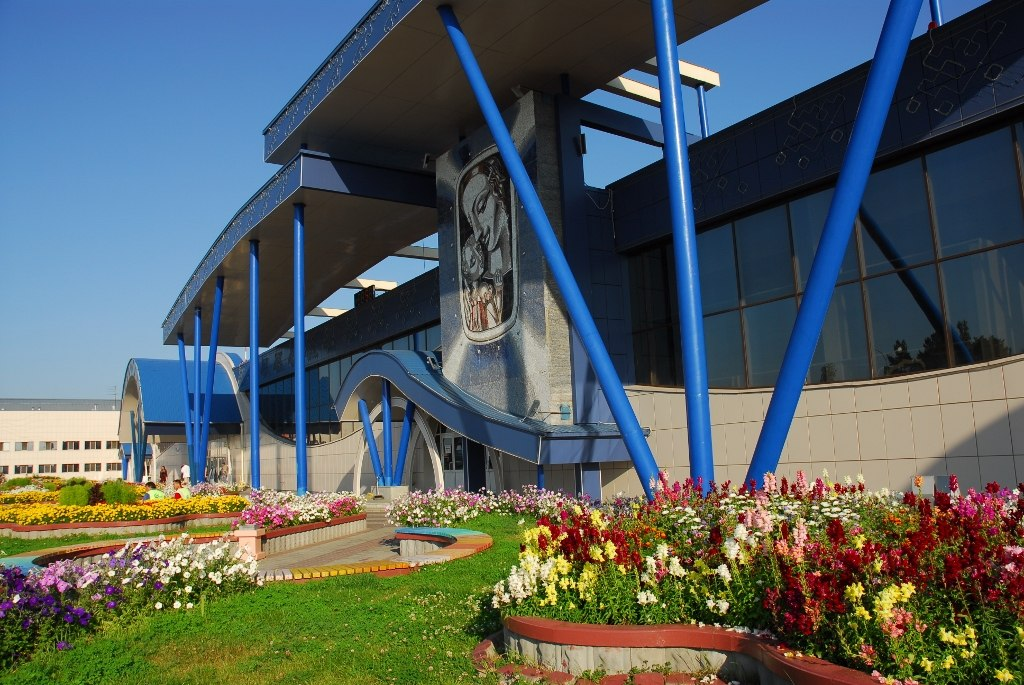
Фото входа в здание